# Фольке Сандстрем
Фольке Сандстрем (швед. Folke Sandström, 27 вересня 1892 — 18 серпня 1962) — шведський вершник.
Бронзовий призер Олімпійських Ігор 1936 року в командній виїздці.